# به‌سوی غرب (فیلم ۱۹۹۲)
به سوی غرب (انگلیسی: Into the West) فیلمی ایرلندی به کارگردانی مایک نیوول است که در سال ۱۹۹۲ منتشر شد. از بازیگران آن می‌توان به گابریل بیرن، الن بارکین، دیوید کلی، برندن گلیسون و کالم مینی اشاره کرد.